# José Antonio Martínez Bayo
José Antonio Martínez Bayo (ur. 1 czerwca 1952 w Léridzie, zm. 1 kwietnia 2020) – kataloński lekkoatleta, halowy mistrz Hiszpanii, reprezentant Hiszpanii.

## Życiorys
W 1969 został mistrzem Hiszpanii juniorów (U-18) w biegu na 1500 metrów. Na tym samym dystansie został w 1971 mistrzem Hiszpanii w kategorii U-20, w 1974 i 1975 halowym mistrzem Hiszpanii seniorów. W 1973 zdobył brązowy, a w 1974 srebrny medal mistrzostw Hiszpanii seniorów na otwartym stadionie, również w biegu na 1500 metrów.
Reprezentował Hiszpanię na halowych mistrzostwach Europy w 1975, gdzie odpadł w eliminacjach biegu na 1500 metrów, z wynikiem 4:00,4.
Wystąpił w 4 meczach międzynarodowych seniorów, 5 meczach międzynarodowych juniorów oraz 1 meczu międzynarodowym w kategorii do 20 lat.
Zmarł na COVID-19.